# Aeroportul Kuqa Qiuci
Aeroportul Kuqa Qiuci (IATA: KCA, ICAO: ZWKC) este un aeroport din Xinjiang, Republica Populară Chineză ce deservește zona Kuqa⁠(d). Aeroportul a fost tranzitat în 2022 de 307.898 de pasageri.
Situat la o altitudine de 1.074 m, aeroportul dispune de o singură pistă.